# Guiriko
Guiriko, anciennement appelée Haut-Bassins, est l’une des 17 régions administratives du Burkina Faso, selon le découpage territorial révisé adopté le 2 juillet 2025.

## Histoire
La région a été administrativement créée le 2 juillet 2001, en même temps que 12 autres.
Avant le 2 juillet 2025, la région portait le nom de Haut-Bassins. Elle prend officiellement le nom de Guiriko dans le cadre d’une réforme administrative visant à valoriser des toponymes à caractère endogène.
Le nom Guiriko fait référence à un ancien royaume fondé au XVIIIᵉ siècle, dont la capitale était Sya, actuelle Bobo-Dioulasso. Ce royaume constituait un centre commercial et politique majeur de la région.

## Géographie
Située à l'Ouest du Burkina Faso, la région du Guiriko, est limitée au Nord par la région de  Bankui, au Sud par la Région des Tannounyan, à l’Est par la région du Djôrô et à l’Ouest par la République du Mali. Elle couvre une superficie totale de 25 479 km2 soit 9,4 % du territoire national. Du fait de sa position géographique, la région du Guiriko et en l’occurrence Bobo-Dioulasso a toujours constitué une véritable plaque tournante en matière de transport international et national aussi bien pour les marchandises que pour les personnes.
| Koutiala | Bankui     | Bankui |
| Sikasso  | Guiriko    | Djôrô  |
| Sikasso  | Tannounyan | Djôrô  |

## Provinces
La région du Guiriko comprend trois provinces :
- le Houet ;
- le Kénédougou ;
- le Tuy (ou Tui).

## Démographie
Population :
- 1 232 891 habitants en 2002 ;
- 1 776 803 habitants en 2012.

## Administration
Avec pour chef-lieu Bobo-Dioulasso qui fut dans le passé capitale du pays, la région du Guiriko a été créée par la loi no 031/AN du 2 juillet 2001 dans ces limites actuelles. Elle comprend les provinces du Houet, du Kénédougou et du Tuy qui ont respectivement pour chef-lieu Bobo-Dioulasso, Orodara et Houndé. Elle compte trois communes urbaines, 33 départements, 30 communes rurales et 472 villages.
Le premier Président du Conseil régional, Baba D. Traoré, a dirigé la région de 2006 à 2012. L'actuel président est Docteur Alfred Sanou.
Depuis le 7 mars 2012, Nébilma Joseph Bakouan est le gouverneur de la région.

## Jumelages et accords de coopération
La région du Guiriko est unie à la région Rhône-Alpes (France) par un accord de coopération.